# Bambi (rapper)
Bambi, pseudonimo di Michalina Włodarczyk (Poznań, 28 ottobre 2003), è una rapper polacca.

## Biografia
Dopo aver preso parte alle audizioni dell'edizione polacca di The Voice Kids nel 2018, senza però essere selezionata per la fase finale, nel 2021 appare nella quarta edizione di SBM Starter, un'iniziativa della SBM Label volta a promuovere giovani talenti nella scena rap polacca. Nel 2023 firma per l'etichetta Baila Ella Records, spinta dalla rapper Young Leosia, e pubblica il singolo IRL, che raggiunge la seconda posizione nella OLiS e ottiene tre dischi di platino.
Il 16 novembre 2023 pubblica il suo primo album in studio, dal titolo In Real Life, che raggiunge la terza posizione in classifica, mentre il 7 marzo 2024 è la volta dell'EP PGS in collaborazione con Young Leosia, certificato tre volte disco di platino per le 90 000 unità equivalenti. Il 7 febbraio 2025 pubblica il suo secondo album, Trap or Die, certificato platino dalla ZPAV e caratterizzato da collaborazioni con artisti come Oki, Tede, Young Igi e Dina Ayada.

## Discografia

### Album in studio
- 2023 – In Real Life
- 2025 – Trap or Die

### EP
- 2024 – PGS (con Young Leosia)

## Tournée
- 2024 – IRL Tour
- 2025 – Trap or Die Tour